# 許堅信 (演員)
許堅信，JP（1935年4月4日—2007年3月29日），香港男演員、粵劇名伶，亦是香港歌手許秋怡的父親、演員王書麒的外父。曾任香港八和會館旗下八和粵劇學院主辦「粵劇培訓證書課程」導師。
許堅信曾擔任舞台劇《南海十三郎》及電影《南海十三郎》的粵劇指導，並飾演為粵劇名伶薛覺先（梁漢威飾）撰曲的開戲師爺。
1980年代，許堅信亦曾在電視劇出演綠葉角色，例如在1982年無綫電視劇集《天龍八部》中飾演阿朱易容的何伯及丐幫宋長老等，以及在1983年無綫電視劇集《射鵰英雄傳》飾演臨安牛家村的一位鐵匠張老爹。 

## 演出

### 電視劇（香港電台）
- 1979年《山村樂》飾 查叔
- 1985年《香江歲月》（第十七集）
- 1994年《萬戶交響曲》（第七集：我會唱）

### 電影
- 1982年《新天龍八部》
- 1982年《細圈仔》
- 1985年《青春差館》
- 1994年《流氓社工》
- 1996年《虎度門》
- 1997年《基佬40》
- 1997年《南海十三郎》飾 開戲師爺

## 榮譽
- J.P. （1995年7月24日）

## 相關
- 八和粵劇學院

## 外部連結
- 許堅信在香港影庫上的簡介